# Borís Fiódorov
Borís Grigórievich Fiódorov (en ruso: Бори́с Григо́рьевич Фёдоров; Moscú, Unión Soviética, 13 de febrero de 1958 – Londres, Reino Unido, 20 de noviembre de 2008) fue un economista, político y reformador ruso.
Se graduó en 1980 en la Instituto Financiero de Moscú, iniciando su carrera profesional como economista experto en divisas del Banco Estatal de la Unión Soviética. En 1990 fue nombrado ministro de Finanzas de la República Socialista Federativa Soviética de Rusia y consejero del equipo de Mijaíl Gorbachov para las reformas. Desde este puesto desarrolla la parte financiera del Programa de los 500 días de Grigori Yavlinski, que posteriormente fracasaría. Fue el primer intento para introducir los principios de la economía de mercado en el país.
De 1993 a 1994 fue ministro de Finanzas en el gobierno del primer ministro Yegor Gaidar, con quien se encargó de aplicar las llamadas terapias de choque en los primeros años 90. Luego, vice primer ministro, jefe del Servicio Federal de Impuestos o diputado en la Duma Estatal entre 1994 y 1998, entre otros cargos.
En 1994 fundó el primer banco de inversiones de Rusia, el UFG, que en 2005 se convirtió en la unidad rusa del Deutsche Bank.